# Elecciones provinciales de Corrientes de 1919
Las elecciones provinciales de Corrientes de 1919 tuvieron lugar el domingo 6 de abril del mencionado año con el objetivo de restaurar las instituciones autónomas de la provincia después de la intervención federal decretada por el gobierno del presidente Hipólito Yrigoyen el 23 de noviembre de 1917, siendo el proceso electoral dilatado por varios meses hasta lograr su realización. Fueron también las primeras elecciones competitivas desde la instauración del sufragio secreto en la Argentina. El sistema de elección fue indirecto por medio de un colegio electoral. Los votantes debían elegir 26 electores proporcionalmente en tres circunscripciones, los cuales elegirían al gobernador.
La Unión Cívica Radical, partido oficialista a nivel nacional, vio en la elección una oportunidad de tomar el control de la provincia y presentó a Ángel Saturnino Blanco como candidato. Un sector disidente del partido, posteriormente conocido como radicalismo antipersonalista, postuló a Miguel Sussini, con Hortensio Quijano (futuro vicepresidente de la Nación Argentina) como candidato a vicegobernador. El conservadurismo provincial, hegemónico desde hacía medio siglo y encarnado en el Partido Liberal y el Partido Autonomista (ambos enfrentados pero con posturas políticas similares), concurrió dividido a pesar de los intentos de varios de sus miembros de unificarse para derrotar al radicalismo. Autonomistas y liberales «pactistas» concurrieron juntos en la Concentración Cívica, alianza precursora de una serie de coaliciones posteriores entre los dos partidos otrora rivales, presentando a Leopoldo Sosa como candidato a gobernador. El Partido Autonomista oficial concurrió sin candidato, con Edmundo Resoagli como principal dirigente, y un sector del Partido Liberal, denominados «liberales de tradición» y liderados por Adolfo Contte, se postuló con muchas menos perspectivas.
Favorecido por el apoyo nacional y a pesar de verse también afectado por la división, Blanco obtuvo la primera minoría de votos con el 33,05% en toda la provincia y 8 representantes en el colegio electoral, seguido por la Concentración Cívica con el 31,41% y otros 8 electores. El autonomismo logró 5 electores, los radicales disidentes sumaron 4 y el liberalismo tradicional, que solo se había presentado en una circunscripción obteniendo 640 votos, logró el escaño restante. A pesar de su victoria general, el radicalismo tenía pocas probabilidades de lograr acceder a la gobernación, rechazando la «política acuerdista» de los partidos conservadores como un sistema anacrónico y haciendo abierta campaña por una absoluta «intransigencia», concurriendo y ganando los comicios solos. Blanco murió el 1 de julio de 1919, días antes de que se realizara la reunión del Colegio Electoral, dificultando aún más las probabilidades del radicalismo de imponerse. Finalmente, el conservadurismo se unificó sorpresivamente y consagraron a Adolfo Contte y a Edmundo Resoagli, a pesar de que técnicamente ninguno fue candidato en la elección, cumpliendo un mandato acortado de dos años hasta el 25 de diciembre de 1921.

## Resultados

### Gobernador y Vicegobernador
|  | 33.05 % |

|  | 31.41 % |

|  | 20.15 % |

|  | 13.89 % |

|  | 1.47 % |

|  | 100.00 % |

|  | 51.64 % |

#### Resultados por secciones electorales

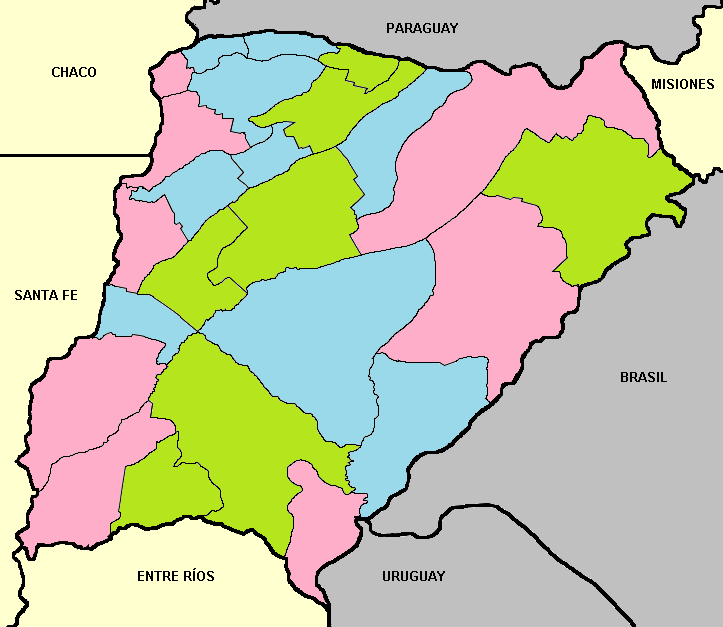
Secciones electorales de electores y diputados:
1ª Sección
2ª Sección
3ª Sección

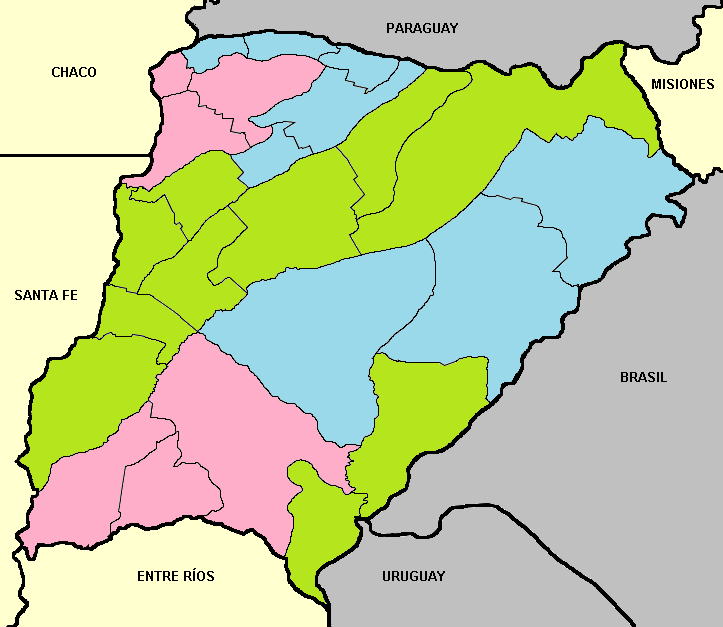
Secciones electorales de senadores:
1ª Sección
2ª Sección
3ª Sección

|  | 33.01 % |

|  | 31.82 % |

|  | 20.15 % |

|  | 15.02 % |

|  | 100.00 % |

|  | 49.10 % |

|  | 35.56 % |

|  | 25.83 % |

|  | 23.74 % |

|  | 9.08 % |

|  | 5.79 % |

|  | 100.00 % |

|  | 51.18 % |

|  | 33.64 % |

|  | 32.67 % |

|  | 23.67 % |

|  | 10.02 % |

|  | 100.00 % |

|  | 55.39 % |

### Cámara de Diputados
| Partido                            | Partido                               | Votos  | %     | Bancas |
| ---------------------------------- | ------------------------------------- | ------ | ----- | ------ |
|                                    | Unión Cívica Radical                  | 14.397 | 33,01 | 8/26   |
|                                    | Concentración Cívica                  | 13.684 | 31,38 | 8/26   |
|                                    | Partido Autonomista de Corrientes     | 8.815  | 20,21 | 5/26   |
|                                    | Unión Cívica Radical Antipersonalista | 6.058  | 13,89 | 4/26   |
|                                    | Partido Liberal de Tradición          | 659    | 1,51  | 1/26   |
|                                    |                                       |        |       |        |
| Total de votos                     | Total de votos                        | 43.613 | 100   |        |
| Votantes registrados/participación | Votantes registrados/participación    | 84.490 | 51,62 |        |

#### Resultados por secciones electorales
| 1ª Sección Electoral 8 Diputados Mandato: 1919-1921 | 1ª Sección Electoral 8 Diputados Mandato: 1919-1921 | 1ª Sección Electoral 8 Diputados Mandato: 1919-1921 | 1ª Sección Electoral 8 Diputados Mandato: 1919-1921 | 1ª Sección Electoral 8 Diputados Mandato: 1919-1921 |
| Partido                                             | Partido                                             | Votos                                               | %                                                   | Bancas                                              |
| --------------------------------------------------- | --------------------------------------------------- | --------------------------------------------------- | --------------------------------------------------- | --------------------------------------------------- |
|                                                     | Concentración Cívica                                | 5.832                                               | 33,01                                               | 3/8                                                 |
|                                                     | Unión Cívica Radical                                | 5.616                                               | 31,79                                               | 2/8                                                 |
|                                                     | Unión Cívica Radical Antipersonalista               | 3.564                                               | 20,17                                               | 2/8                                                 |
|                                                     | Partido Autonomista de Corrientes                   | 2.654                                               | 15,02                                               | 1/8                                                 |
|                                                     |                                                     |                                                     |                                                     |                                                     |
| Total de votos                                      | Total de votos                                      | 17.666                                              | 100                                                 |                                                     |
| Votantes registrados/participación                  | Votantes registrados/participación                  | 36.018                                              | 49,05                                               |                                                     |
| 2ª Sección Electoral 9 Diputados Mandato: 1919-1920 |                                                     |                                                     |                                                     |                                                     |
| Partido                                             | Partido                                             | Votos                                               | %                                                   | Bancas                                              |
|                                                     | Unión Cívica Radical                                | 3.909                                               | 35,40                                               | 3/9                                                 |
|                                                     | Concentración Cívica                                | 2.849                                               | 25,80                                               | 2/9                                                 |
|                                                     | Partido Autonomista de Corrientes                   | 2.624                                               | 23,76                                               | 2/9                                                 |
|                                                     | Unión Cívica Radical Antipersonalista               | 1.002                                               | 9,07                                                | 1/9                                                 |
|                                                     | Partido Liberal de Tradición                        | 659                                                 | 5,97                                                | 1/9                                                 |
|                                                     |                                                     |                                                     |                                                     |                                                     |
| Total de votos                                      | Total de votos                                      | 11.043                                              | 100                                                 |                                                     |
| Votantes registrados/participación                  | Votantes registrados/participación                  | 21.573                                              | 51,19                                               |                                                     |
| 3ª Sección Electoral 9 Diputados Mandato: 1919-1922 |                                                     |                                                     |                                                     |                                                     |
| Partido                                             | Partido                                             | Votos                                               | %                                                   | Bancas                                              |
|                                                     | Concentración Cívica                                | 5.003                                               | 33,57                                               | 3/9                                                 |
|                                                     | Unión Cívica Radical                                | 4.872                                               | 32,69                                               | 3/9                                                 |
|                                                     | Partido Autonomista de Corrientes                   | 3.537                                               | 23,73                                               | 2/9                                                 |
|                                                     | Unión Cívica Radical Antipersonalista               | 1.492                                               | 10,01                                               | 1/9                                                 |
|                                                     |                                                     |                                                     |                                                     |                                                     |
| Total de votos                                      | Total de votos                                      | 14.904                                              | 100                                                 |                                                     |
| Votantes registrados/participación                  | Votantes registrados/participación                  | 26.899                                              | 55,41                                               |                                                     |

### Cámara de Senadores
| Partido                            | Partido                               | Votos  | %     | Bancas |
| ---------------------------------- | ------------------------------------- | ------ | ----- | ------ |
|                                    | Unión Cívica Radical                  | 15.776 | 35,53 | 4/13   |
|                                    | Concentración Cívica                  | 13.584 | 30,59 | 4/13   |
|                                    | Partido Autonomista de Corrientes     | 8.981  | 20,22 | 3/13   |
|                                    | Unión Cívica Radical Antipersonalista | 6.065  | 13,66 | 2/13   |
|                                    |                                       |        |       |        |
| Total de votos                     | Total de votos                        | 44.406 | 100   |        |
| Votantes registrados/participación | Votantes registrados/participación    | 84.490 | 52,56 |        |

#### Resultados por secciones electorales
| 1ª Sección Electoral 4 Senadores Mandato: 1919-1921 | 1ª Sección Electoral 4 Senadores Mandato: 1919-1921 | 1ª Sección Electoral 4 Senadores Mandato: 1919-1921 | 1ª Sección Electoral 4 Senadores Mandato: 1919-1921 | 1ª Sección Electoral 4 Senadores Mandato: 1919-1921 |
| Partido                                             | Partido                                             | Votos                                               | %                                                   | Bancas                                              |
| --------------------------------------------------- | --------------------------------------------------- | --------------------------------------------------- | --------------------------------------------------- | --------------------------------------------------- |
|                                                     | Unión Cívica Radical                                | 5.836                                               | 36,65                                               | 1/4                                                 |
|                                                     | Concentración Cívica                                | 4.227                                               | 26,55                                               | 1/4                                                 |
|                                                     | Partido Autonomista de Corrientes                   | 3.982                                               | 25,01                                               | 1/4                                                 |
|                                                     | Unión Cívica Radical Antipersonalista               | 1.877                                               | 11,79                                               | 1/4                                                 |
|                                                     |                                                     |                                                     |                                                     |                                                     |
| Total de votos                                      | Total de votos                                      | 15.922                                              | 100                                                 |                                                     |
| Votantes registrados/participación                  | Votantes registrados/participación                  | 30.608                                              | 52,02                                               |                                                     |
| 2ª Sección Electoral 5 Senadores Mandato: 1919-1923 |                                                     |                                                     |                                                     |                                                     |
| Partido                                             | Partido                                             | Votos                                               | %                                                   | Bancas                                              |
|                                                     | Unión Cívica Radical                                | 5.836                                               | 35,03                                               | 2/5                                                 |
|                                                     | Concentración Cívica                                | 5.220                                               | 31,33                                               | 1/5                                                 |
|                                                     | Unión Cívica Radical Antipersonalista               | 3.172                                               | 19,04                                               | 1/5                                                 |
|                                                     | Partido Autonomista de Corrientes                   | 2.432                                               | 14,60                                               | 1/5                                                 |
|                                                     |                                                     |                                                     |                                                     |                                                     |
| Total de votos                                      | Total de votos                                      | 16.660                                              | 100                                                 |                                                     |
| Votantes registrados/participación                  | Votantes registrados/participación                  | 32.523                                              | 51,23                                               |                                                     |
| 3ª Sección Electoral 4 Senadores Mandato: 1919-1925 |                                                     |                                                     |                                                     |                                                     |
| Partido                                             | Partido                                             | Votos                                               | %                                                   | Bancas                                              |
|                                                     | Concentración Cívica                                | 4.137                                               | 34,99                                               | 2/4                                                 |
|                                                     | Unión Cívica Radical                                | 4.104                                               | 34,71                                               | 1/4                                                 |
|                                                     | Partido Autonomista de Corrientes                   | 2.567                                               | 21,71                                               | 1/4                                                 |
|                                                     | Unión Cívica Radical Antipersonalista               | 1.016                                               | 8,59                                                |                                                     |
|                                                     |                                                     |                                                     |                                                     |                                                     |
| Total de votos                                      | Total de votos                                      | 11.824                                              | 100                                                 |                                                     |
| Votantes registrados/participación                  | Votantes registrados/participación                  | 21.359                                              | 55,36                                               |                                                     |